# Gioacchino Burdese
Gioacchino Emanuele Burdese (Bra, 3 giugno 1830 – Torino, 17 gennaio 1889) è stato un militare italiano, insignito della medaglia d'oro al valor militare a vivente nel corso della terza guerra d'indipendenza italiana.

## Biografia
Nacque a Bra, provincia di Cuneo, il 3 giugno 1830, figlio di Bartolomeo e di Maria Marengo. 
Arruolatosi nell'Armata sarda come soldato semplice, nel 1855 fu promosso sottotenente dell'arma di artiglieria. Partecipò alla seconda guerra d'indipendenza italiana, venne promosso capitano nello Stato maggiore di artiglieria nel marzo 1860.
Durante la terza guerra d'indipendenza italiana ebbe il comando della 12ª batteria del 6º Reggimento artiglieria assegnato alla riserva del I Corpo d'armata.
Posizionata la batteria il 24 giugno sulle alture di Monte Vento, nei pressi di Custoza, insieme a tutte le artiglierie del I Corpo d'armata, sostenne con ardimento e con mirabile sangue freddo un combattimento contro sei batterie nemiche. Aperto il fuoco alle ore 10:30 circa, gli Austriaci risposero con un tiro anch'esso violento e di non minore precisione. L'artiglieria italiana si rivelò superiore a quella nemica partecipando grandemente alla conquista della posizione di Monte Vento che avvenne in circa trenta minuti e in condizioni molto sfavorevoli. Nel contrattacco lanciato dalle fanterie austriache, che travolse in parte le difese italiane, gli artiglieri diedero prova di altissime qualità militari. Rimasto gravemente ferito trovò la forza di incitare i suoi artiglieri a proseguire nel loro compito e con Regio Decreto del 6 dicembre 1866 venne successivamente insignito della medaglia d'oro al valor militare a vivente.
Dopo la fine della guerra la sua carriera militare proseguì venendo promosso maggiore nell'aprile 1868. Assegnato al Laboratorio Pirotecnico di Torino, il 19 aprile 1869 si distinse per aver concorso allo spegnimento di un grave incendio sviluppatosi in quelle officine, ottenendo una menzione onorevole. Lasciò il servizio attivo nel gennaio 1877 e con il collocamento nella riserva fu promosso tenente colonnello. Si spense a Milano il 17 gennaio 1889.